# Quảng Bình

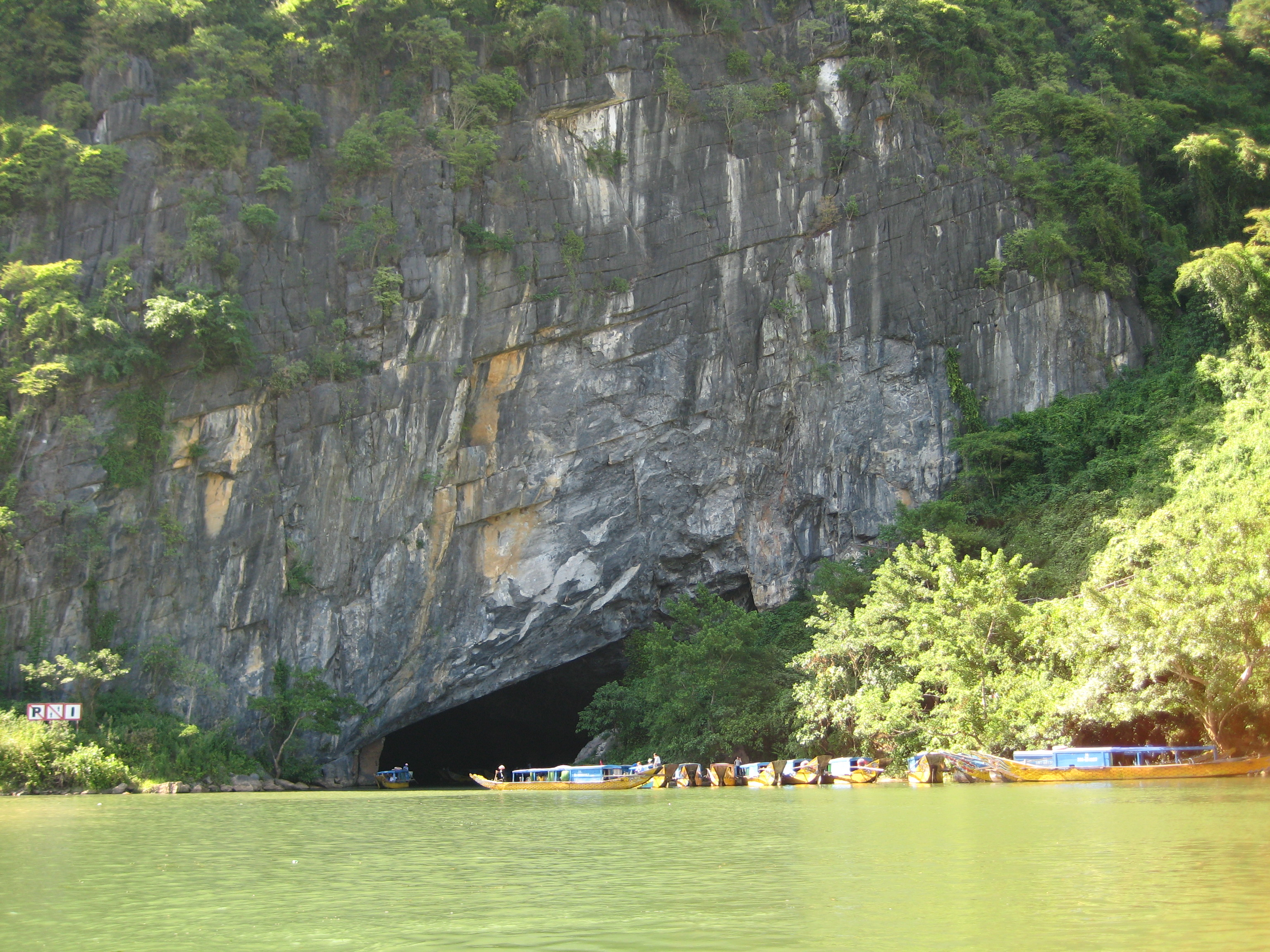
Phong Nha – Kẻ Bàng Nemzeti Park

Quảng Bình Vietnám egyik tartománya az ország középső részén.
1976-ban nyugati tudósok ebben a tartományban fedezték fel újra a vietnami sziklapatkányt.

## Közigazgatás
Quảng Bình tartomány Đồng Hới városra, valamint az alábbi körzetekre oszlik:
1. Bố Trạch
2. Lệ Thủy
3. Minh Hóa
4. Quảng Ninh
5. Quảng Trạch
6. Tuyên Hóa

1. ↑  https://www.gso.gov.vn/en/px-web/?pxid=E0201&theme=Population%20and%20Employment